# Halichaetonotus testiculophorus
Halichaetonotus testiculophorus is een buikharige uit de familie Chaetonotidae. Het dier komt uit het geslacht Halichaetonotus. Halichaetonotus testiculophorus werd in 1966 voor het eerst wetenschappelijk beschreven door Hummon.